# توماس وايتهيد (سياسي)
توماس وايتهيد (بالإنجليزية: Thomas Whitehead)‏ هو محامي وصحفي ومُحرِّر وسياسي أمريكي، ولد في 27 ديسمبر 1825 في الولايات المتحدة، وتوفي في 1 يوليو 1901 في لينشبرغ في الولايات المتحدة. حزبياً، نشط في الحزب الديمقراطي. وقد انتخب عضو مجلس نواب الولايات المتحدة عن ولاية فرجينيا وانتخب عضو مجلس النواب الأمريكي.